# NGC 3299
NGC 3299 es una galaxia espiral barrada (SBdm) localizada en la dirección de la constelación de Leo. Posee una declinación de +12° 42' 26" y una ascensión recta de 10 horas, 36 minutos y 23,9 segundos.
La galaxia NGC 3299 fue descubierta  el 19 de marzo de 1784 por William Herschel.